# Kingpin kiadó
A Kingpin kiadó 2006-ban kezdte meg kiadói tevékenységét Magyarországon. Fő profiljába az amerikai típusú képregények kiadása tartozik, emellett foglalkoztató-fejlesztő füzeteket is készít óvodás és kisiskolások számára, de készülnek magyar szerzők által alkotott képregények is.

## Tevékenység
A Kingpin kiadó tulajdonosa Harza Tamás, aki 1995 óta vesz részt aktívan a magyarországi képregényes életben. Közreműködik az összes magyarországi Pókember képregény megjelenésében (szerkesztés, fordítás, levelezési rovat, stb.), képregénybörzék szervezésében, azokon rendszeresen részt is vesz. A kiadó által kiadott könyvek nem csak a képregényt, hanem információs oldalakat, visszapillantásokat is tartalmaznak, így segítenek pótolni az olvasó által nem olvasott képregények eseményeit. A Kingpin kiadó tevékenységi körében szerepelnek Pókember és  Bosszú Angyalai kötetek, valamint hazai szerzők képregényeinek megjelentetése. Első magyar gyűjteményes képregénykiadványát, a Tomster hihetetlen kalandjai-t jelölték 2009 legjobb magyar gyűjteményes képregénykiadvány díjára. 2012-től a kiadó folytatta a korábban az Adoc-Semic által megjelentetett Csodálatos Pókembert, ezúttal A Hihetetlen Pókember címen, illetve az újságosoknál megjelenő füzetes kiadványok között a Marvel+ lett a második ilyen terméke a kiadónak.
2014-től a Batman képregények magyar megjelentetése is a Kingpin kiadó égisze alatt történik.

## Kiadványok

### Marvel Comics kiadványok

A Holtak között borítója

A Marvel Comics kiadványai közül először a Bosszú Angyalait és az első Pókember kötetet adta ki, amely egy új Pókember sorozat, a Marvel Knights Spider-Man alapján készült. Ezzel egy időben jelent meg 2007 decemberében a Bosszú Angyalai folytatása, az Új Bosszú Angyalai: Kitörés. A Pókember kötetek 2008-ban folytatódtak: a Venom című könyv márciusban, a Végső Harc májusban jelent meg. A kiadó 2008 októberében adta ki a Bosszú Angyalai sorozat folytatásaként az Őrszem című kötetet, valamint az olasz Panini Comics által hazánkban kiadott, majd 2008. januárban félbehagyott A Hihetetlen Pókember sorozat folytatását A múlt emlékei címmel. 2008. decemberben egy ötrészes minisorozat következett, mely Új Titkos Háború címmel jelent meg, amely egy festett Marvel képregény. Szintén ebben a hónapban jelent meg a Mutánsvilág című nyolcrészes minisorozat első kötete, mely a sorozat első négy részét tartalmazza. A második kötet megjelenése 2009 márciusa volt, majd folytatódtak a Bosszú Angyalai, a Pókember és X-Men történetek.

Vertigo 3 borítója

### DC Comics / Vertigo Comics kiadványok
A kiadó első sorozata 2006-ban az amerikai DC Comics / Vertigo Comics által kiadott Vertigo antológia volt, mely felnőtt képregényeket tartalmaz, és amelyből négy rész jelent meg. A Vertigo sorozat három történetet foglal magába: az első az Y, az utolsó férfi, (Y: The Last Man) a második a Constantine (Hellblazer), melyből mozifilm is készült Constantine, a démonvadász címmel és a harmadik a Prédikátor (Preacher). Az amerikai képregénypiacon a Vertigo név fogalom. A G-portál oldalán olvashatjuk, hogy a Vertigo - Felnőtt képregények gyűjteménye szembetűnően igényes kiadásával és témaválasztásával azt a comics-berkekben már közhelynek számító megállapítást erősíti, hogy a műfajt kizárólag fiataloknak szánt történetmesélési formaként értelmezni súlyos melléfogás. 2014 májusától a kiadó repertoárját bővíti a Batman is, képregényfüzetek formájában.

### Dynamite Entertainment kiadványok

A Vérszomj borítója

2010-ben a Kingpin egy újabb kiadó ismertebb karakterét mutatta be a magyar olvasóközönségnek, Vampirellát. A kiadvány hiánypótló jellegű, hiszen a magyar képregénypiacon alulreprezentáltak a vámpíros és horror képregények. A festett képregény a Vampirella: Vérszomj címet viseli. A James Robinson és Joe Jusko által jegyzett mű eredetileg két részben, 1997-ben jelent meg a Harris Comics jóvoltából (Vampirella jogai azóta a Dynamite kiadónál vannak).

## Megjelenés

### Újságárusoknál rendszeresen megjelenő sorozatok, füzetek

#### Marvel+
- Marvel+ 1-... (Marvel) 2012. február[13] - jelenleg is futó sorozat
- Marvel+ különszámok (Marvel) 2014/1-3., 2015/1-4., 2016/1-4., 2017/1-5., 2018/1-5, 2019/1-2.

#### A Hihetetlen Pókember (2. sorozat)
- A Hihetetlen Pókember 1-... (Marvel) 2012. február[14] - jelenleg is futó sorozat
- A Hihetetlen Pókember különszámok (Marvel) 2013, 2014, 2015/1-2., 2016/1-4., 2017/1-5, 2018/1-4, 2019/1-2.

#### Batman (2. sorozat)
- Batman 1-... (DC) 2014. május[15] - jelenleg is futó sorozat
- Batman különszámok (DC) 2014, 2015, 2016, 2017/1, 2017/2, 2018/1-3, 2019/1.

#### Tini Nindzsa Teknőcök
- Tini Nindzsa Teknőcök 1-8.[16] (IDW) 2016. október - 2017. december [befejeződött sorozat]

#### Okos Ovis
(gyermekek számára készült foglalkoztató-fejlesztő füzetek)
- Okos Ovis 1-... (Kingpin) 2012 - jelenleg is futó sorozat
- Okos Ovis: Különszámvarázs 1- (Kingpin) 2014 - jelenleg is futó sorozat

### Kötetek

#### Bosszú Angyalai kötetek
- A Bosszú Angyalai: Káosz (Marvel) Avengers 500-503. (2007. október)
- Az Új Bosszú Angyalai: Kitörés! (Marvel) The New Avengers 1-6. (2007. december)
- Az Új Bosszú Angyalai: Őrszem (Marvel) The New Avengers 7-10. (2008. október)
- Az Új Bosszú Angyalai: Új Titkos Háború (Marvel) Secret War 1-5. (2008. december)
- Az Új Bosszú Angyalai: Ezüst Szamuráj (Marvel) The New Avengers 11-15. (2009. október)
- Az Új Bosszú Angyalai: Ellenhatás (Marvel) The New Avengers 16-20. (2010. október)
- Az Új Bosszú Angyalai: Forradalom (Marvel) The New Avengers 27-32. (2012. március)
- Az Új Bosszú Angyalai: Beszivárgás (Marvel) The New Avengers 33-37. és The New Avengers Annual 2. (2013. március)
- Az Új Bosszú Angyalai: Titkos Invázió (Marvel) The New Avengers 38-41., 43. (2015. március)
- Az Új Bosszú Angyalai: Az Invázió vége (Marvel) The New Avengers 42., 44-47. (2015. október)
- Az Új Bosszú Angyalai: Sötét kor (Marvel) The New Avengers 48-50. és The Mighty Avengers 20. (2016. október)
- Az Új Bosszú Angyalai: Dr. Strange (Marvel) The New Avengers 51-55. (2017. október)
- Az Új Bosszú Angyalai: Erőtlenül (Marvel) The New Avengers 56-60. (2018. október)
- Az Új Bosszú Angyalai: Ostrom (Marvel) Siege: The Cabal, Siege 1-4., Siege: Spider-Man (2019. február)

#### Pókember kötetek
- Marvel Könyvek – Pókember: Holtak között (Marvel) Marvel Knights Spider-Man 1-4. (2007. december)
- Marvel Könyvek – Pókember: Venom (Marvel) Marvel Knights Spider-Man 5-8. (2008. március)
- Marvel Könyvek – Pókember: Végső harc (Marvel) Marvel Knights Spider-Man 9-12. (2008. május)
- A Hihetetlen Pókember: A múlt emlékei (Marvel) The Spectacular Spider-Man (vol. 2) 23-26. [Sins Remembered] (2008. október)
- A Hihetetlen Pókember: Az Új Bosszú Angyalai? [két különböző borítóval] (Marvel) The Amazing Spider-Man 519-524. [The New Avengers?] (2009. április)
- Pókember: A Vadász lelke (Marvel) The Amazing Spider-Man: Soul of the Hunter [One-Shot] (2009. április)
- Pókember: A Másik – Morlun visszatér (Marvel) The Amazing Spider-Man 525-526., Marvel Knights Spider-Man 19-20., Friendly Neighborhood Spider-Man 1-2. [The Other] (2009. december)
- Pókember: A Másik – Evolúció (Marvel) The Amazing Spider-Man 527-528., Marvel Knights Spider-Man 21-22., Friendly Neighborhood Spider-Man 3-4. [The Other] (2010. március)
- Pókember: Jean DeWolff halála (Marvel) The Spectacular Spider-Man 107-110. [The Death of Jean DeWolff] (2012. október)
- Pókember: Kraven utolsó vadászata [keménytáblás kiadás] (Marvel) Web of Spider-Man 31-32., The Amazing Spider-Man 293-294., The Spectacular Spider-Man 131-132. [Kraven's Last Hunt] (2016.július)

#### Egyéb Marvel kötetek
- Mutánsvilág: Magnus-ház (Marvel) House of M 1-4. (2008. december)
- Mutánsvilág: Angyalok és Mutánsok (Marvel) House of M 5-8. (2009. március)
- Új Marvel Extra (Marvel) The Amazing Spider-Man (1. sorozat) 47., The Incredible Hulk 378., Spider-Man-Human Torch 5., Deadpool 11. (2010. november)
- Polgárháború: A háború kezdete (Marvel) Civil War 1-4., Fantastic Four 538. (2011. március)
- Polgárháború: A háború vége (Marvel) Civil War 5-7., Fantastic Four 539., Sensational Spider-Man 34. (2011. október)
- Fenegyerek: Alfőnök (Marvel) Daredevil (vol. 2) 26-31. [Underboss] (2013. október)
- Titkos Invázió: A támadás (Marvel) Secret Invasion 1-4. és The Mighty Avengers 15. (2014. március)
- Titkos Invázió: Végjáték (Marvel) Secret Invasion 5-8. és The Mighty Avengers 16. (2014. október)
- Polgárháború [újrakiadás] (Marvel) Civil War 1-7. (2017. február)
- Mega Marvel 1: Logan: Kíméletlen jövő (Marvel) Wolverine (vol. 3) 66-72. és Giant Size Wolverine 1. [Old Man Logan] (2017. március)
- Mega Marvel 2: Venom (Marvel) Venom: Lethal Protector 1-6. és Venom: Dark Origin 1-5. (2018. március)
- Végtelen Hatalom [újrakiadás] (Marvel) Infinity Gauntlet 1-6. (2018. március)
- Végtelen Háború [újrakiadás] (Marvel) Infinity War 1-6. (2018. március)
- Mega Marvel 3: X-Men: Messiáskomplexus (Marvel) X-Men: Messiah Complex 1 [One-Shot], New X-Men 44-46, Uncanny X-Men 492-494, X-Factor 25-27, X-Men 205-207 [X-Men: Messiah Complex] (2018. július)
- Mega Marvel 4: Thanos (Marvel) Thanos Quest, Silver Surfer34-35,38,44-47,50. (2019. április)
- Végtelen Hatalom [keménytáblás kiadás] (Marvel) Infinity Gauntlet 1-6. (2019. március)

#### Más amerikai kiadóktól megjelent kötetek
- Vertigo 1. (DC / Vertigo) Y: The Last Man 1., Hellblazer 1., Preacher 8. (2006. november)
- Vertigo 2. (DC / Vertigo) Y, The Last Man 2-3., Hellblazer 2., Preacher 9. (2007. február)
- Vertigo 3. (DC / Vertigo) Y, The Last Man 4-5., Hellblazer 3., Preacher 10. (2007. június)
- Vertigo 4. (DC / Vertigo) Y, The Last Man 6., Hellblazer 4., Preacher 11-12. (2007. október)
- Vampirella: Vérszomj (Dynamite Entertainment) Vampirella: Blood Lust [One-Shot] (2010. november)
- Y, az utolsó férfi: Ciklusok (DC / Vertigo) Y, The Last Man 6-10. [Cycles] (2011. március)
- Gotham City: Ragadozók (DC) Birds of Prey 56-61. [Of Like Minds] (2011. október)
- Batman: A Baglyok bírósága [Eredetileg megjelent a Batman 15-19. számaiban] (DC) Batman (New 52) 1-5. (2018. március)
- Batman: A gyilkos tréfa [keménytáblás kiadás] (DC) Batman: The Killing Joke (2018. július)

### Speciális kiadványok

#### Peter Parker: Pókember
(gyűjtői képregénysorozat, limitált példányszámmal, évi hat (plusz egy, a különszám) megjelenéssel, díszdobozzal, újságárusoknál nem kapható)
- Peter Parker: Pókember 1-... (Marvel) 2012. május - jelenleg is fut
- Peter Parker: Pókember különszámok : 2014, 2015, 2016, 2017, 2018

#### Marvel Box
(6 képregényfüzetből álló szett, egy tárolásukra kialakított díszdobozzal)
- Marvel Box 1 (Marvel) Iron Man (vol.4) 1-6. [Extremis], The Mighty Avengers 1-6 [The Ultron Initiative] (2016. július)
- Marvel Box 2 (Marvel) Phoenix: Endsong 1-5., Phoenix: Warsong 1-5. (2017. július)

#### Képregénytartó díszdobozok
(A kiadó időnként készíttet képregénytartó dobozokat, amelyekben a saját kiadványaikat lehet tárolni, egy ízlésesebb formában. Ezekre az adott újságjainak címét, és szereplőit nyomtattatja. Formátumra szinte megegyeznek a Peter Parker: Pókember és a Marvel Box díszdobozaival, csak a grafika más rajtuk.)
- Első kiadás (2016. július)[17] Hihetetlen Pókember (piros) és Marvel+ (zöld) díszdobozok
- Második kiadás (2018. március)[18] Hihetetlen Pókember (kék) és Marvel+ (sárga) díszdobozok

### Füzetes, egyszeri megjelenések
- Pókember és a Fekete Macska 1-2. (Adoc-Semic kiadóval közösen) (Marvel) Spider-Man/Black Cat: The Evil That Men Do 1-6., Spider-Man Unlimited 7., 9., The Amazing Spider-Man 248. (2006. november)
- Piramisfej (Kingpin) Rajongói kiadvány (2008. október)
- Tomster hihetetlen kalandjai (Kingpin) (2009. március)
- 11 történet (Kingpin) Magyar szerzők művei[19] (2010. március)